# Łyżka do butów

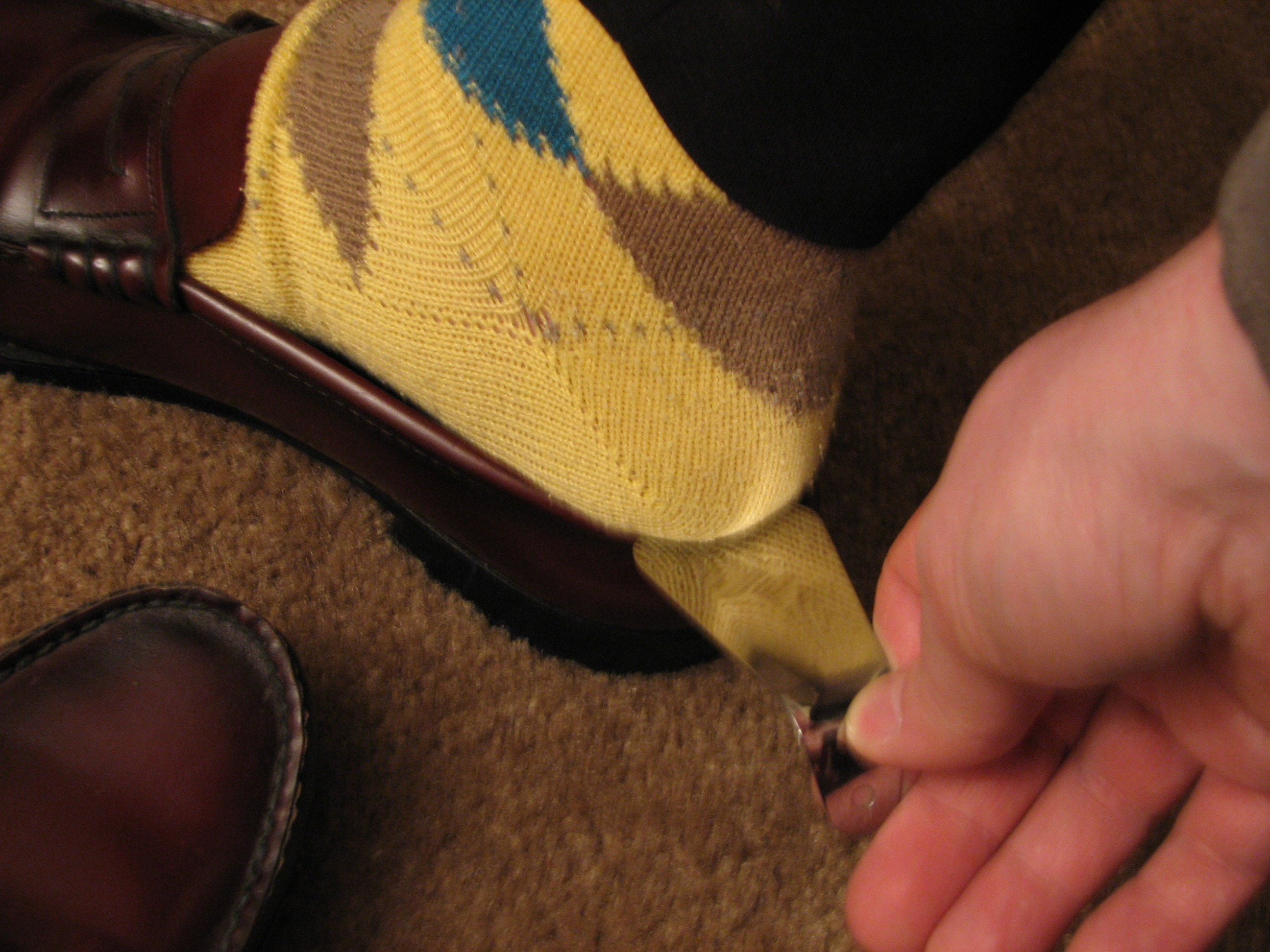
Przykład użycia łyżki do butów

Łyżka do butów jest narzędziem ułatwiającym zakładanie i zdejmowanie butów oraz zapobiegającym zagniataniu tylnych brzegów buta. Zazwyczaj łyżki do butów wykonane są ze stali, niekiedy z plastiku. Niektóre mają część roboczą osadzoną na kiju, aby umożliwić zakładanie i zdejmowanie butów bez schylania się. Pierwotnie łyżki do butów wykonywano z rogów zwierzęcych, czego ślad pozostał do dziś w języku angielskim, gdzie nazwa tego przedmiotu brzmi "shoehorn", w wolnym przekładzie "róg do butów".